# Hranislav
Hranislav (en búlgaro: Хранислав; griego medieval: Χρανίσθλαβος, Chranisthlavos; fl. 1278-1304) fue un comandante militar búlgaro que fue un estrecho colaborador del líder rebelde y después zar Ivailo (1277-1280). Después de ser capturado por los bizantinos, Hranislav entró al servicio de Andrónico II Paleólogo (1282-1328) como su gran tzausio. Como oficial bizantino, comandó un destacamento que ayudó a la Compañía catalana en las guerras antiturcas en Asia Menor.